# イーレックス
イーレックス株式会社（英: eREX Co.,Ltd.）は、小売電気事業者、PPS、新電力の1つ。

## 概要
2000年の電力自由化に伴い、各施設に電力の小売販売を行っている。今後、民間企業への電力提供を積極的に行っていく方針である。現在代理店方式により営業活動を行いシェアを広げている。

## 沿革
- 1999年02月 - 日短エナジー株式会社として日本橋本石町にて設立
- 2000年07月 - イーレックス株式会社に商号変更
- 2001年01月 - 経済産業省へ『特定規模電気事業者』の届出
- 2001年04月 - 九州地区電力小売開始
- 2001年11月 - 関東地区電力小売開始
- 2002年07月 - 日立製作所、チッソ石油化学（現・JNC石油化学）と共同出資で五井コーストエナジー株式会社(GCE)を設立
- 2004年06月 - GCE五井発電所の運転開始
- 2010年04月 - 東北地区電力小売り開始
- 2012年04月 - イーレックスニューエナジー株式会社設立
- 2013年06月 - イーレックスニューエナジー株式会社土佐発電所 運転開始
- 2014年04月 - 中部地区電力小売開始
- 2014年07月 - イーレックスニューエナジー佐伯株式会社設立
- 2014年12月 - 東京証券取引所マザーズに上場
- 2015年04月 - 関西地区電力小売開始
- 2015年10月 - 中国地区電力小売開始
- 2015年12月 - 東京証券取引所第1部に市場変更
- 2018年03月 - イーレックス・スパーク・マーケティング株式会社を存続会社としてイーレックス・スパーク・エリアマーケティング株式会社を吸収合併
- 2018年04月 - 本社を京橋エドグランに移転
- 2019年03月 - 東京電力エナジーパートナーとの共同出資会社エバーグリーン・マーケティング株式会社設立

## 供給地域
- 北海道（北海道電力管内)
- 東北（東北電力管内）
- 関東（東京電力管内）
- 中部（中部電力管内）
- 関西（関西電力管内）
- 中国（中国電力管内）
- 四国（四国電力管内）
- 九州（九州電力管内）
- 沖縄（沖縄電力管内）

## 供給実績
- 関東 約600施設
- 九州 約550施設
- 東北 約150施設

※2011年7月現在

## 主な供給先
※2015年6月現在

### 関東地区

#### 官公庁関連
- 神奈川県本庁舎
- 特許庁庁舎
- 財務省中央4号館
- 国立がんセンター
- 国立病院機構東京医療センター
- 横浜労災病院
- 警察大学校
- 内閣衛星情報中央センター
- 最高裁判所
- 首都高速多摩川受電所
- 横浜市役所庁舎
- 第三管区海上保安本部　鹿島港湾合同庁舎
- 東京国税局　茂原税務署他6官署
- 日本スポーツ振興センター／国立代々木競技場
- 川崎市役所本庁舎　等

#### 民間企業
- 事務所ビル・幼稚園、中、高、大学・ロードサイド店舗・結婚式場・ゴルフ場など

### 九州地区

#### 官公庁関連
- 福岡県庁
- 大分県庁／本館等2施設
- 熊本県庁
- 宮崎県庁／本館等8施設
- 福岡法務局14施設
- 国立病院機構九州医療センター
- 九州大学（筑紫地区）
- 福岡市169小中学校
- 第十管区海上保安本部鹿児島航空基地他7施設
- 飯塚市7小中学校
- 北九州市／八幡東区役所等8施設
- 長崎県警／警察学校等3施設 等

#### 民間企業
- 事務所ビル・幼稚園、中、高、専門学校、大学・ロードサイド店舗・結婚式場・製茶工場・製材所・ゴルフ場・砕石場・クリニックなど

### 東北地区

#### 官公庁関連
- 秋田地方検察庁4施設
- 山形地方法務局7施設
- 福島労働局8施設
- 盛岡地方法務局3施設
- 青森労働局8施設
- 仙台高等検察庁2施設
- 三条市／三條機械スタジアム　等

#### 民間企業
- 事務所ビル、ロードサイド店舗、運動公園、ゴルフ場、スキー場、 私立学校　など

### 中部地区

#### 官公庁関連
- 中部地方整備局中部技術事務所庁舎
- 津地方法務局津合同庁舎ほか3庁舎 等

#### 民間企業
- 事務所ビル　など

## 社名の由来
- 「Energy Resources Exchange(エネルギー資源の交換)」の頭文字より（ＥＲＥＸ）